# دودرو
بلدية دودرو (بالإسبانية: Dodro)‏، هي إحدى بلديات مقاطعة لا كرونيا إحدى مقاطعات إسبانيا، و التي تقع في منطقة جليقية شمال غرب إسبانيا.
يبلغ عدد سكانها 3.213 نسمة وفقاً لإحصائية سنة (2002).